# 吉村ゆう
吉村 ゆう（よしむら ゆう、6月27日 - ）は、日本のシナリオライター、劇作家、演出家である。広島県広島市出身で、劇団東京ハイビームを主宰し、日本放送作家協会理事を務める。また日本演出家協会日本脚本家連盟に所属。劇団たいしゅう小説家と吉村ゆうのオリジナルコメディ作品を上演する企画ユニットCOMEDY TRAIN を立ち上げる。
自由劇場を経てシナリオライターとして主にテレビ、ラジオドラマを中心に、劇作家、演出家として小劇場から大劇場までマルチに活動。映画会社・東映ともタッグを組み東映初の舞台作品「ティチャーズ」を作・演出。東映プロデュースで社会性のあるコメディ作品を上演するプロジェクト継続中。
ラジオドラマ「サウンドファンタジー」で、ギャラクシー奨励賞受賞。「ニッポン・ラジオ・ディズ」（NHK-FM）で放送文化基金賞・企画賞Ｗ受賞。

## 主な作品

### 舞台
- 劇団・スーパーエキセントリックシアター

「幕末・めりけん・じゃっぷ」
「THE END OF THE END」
「Homeless Home」（シアターアプル、渋谷PARCO劇場、神戸オリエンタル劇場他）
- ロングラン公演「友情」2000〜2011（中日劇場、松竹座、博品館劇場、アートスフィア、神戸オリエンタル劇場等全国公演・450公演ロングラン演出。）
- たいしゅう小説家

「Good Lady Bad Boys」（東京芸術劇場）
「WEL-COME to パラダイス」（東京芸術劇場）
- たいしゅう小説家企画ユニット・COMEDY TRAIN

1号「ディレクション」作・演出(東京芸術劇場)
2号「オープン THE SHOW」作・演出(東京芸術劇場・名古屋名鉄ホール)
- COMEDY TRAIN・MINI PLAY

「サダオのサダメ」1(08年初演10年再演)
「サダオのサダメ」2〜新たな旅路 (09年)
「サダオのサダメ」3(11年)〜ベイビー・ドン・クライ〜(池袋シアターグリーン・銀座小劇場・MAKOTOシアター銀座・大塚・萬劇場等)
- 「東京ハートブレイカーズ」03〜05（中野ポケット）
- 06「アポロ・ボーイズ」作・演出（東京芸術劇場）
- 東映プロデュース公演・第1弾「ティチャーズ」作・演出(モト冬樹主演)07年5月・銀座博品館劇場

- 2009年7月再演・東京芸術劇場中ホール・大阪シアタードラマシティ〜全国公演
- 2010年 8月 演劇集団スプートニク「OH MY ゴースト!!」作・演出(中野ポケット)
- 2006年御園座・正月興行「おゆき」 演出
- 2006年明治座・8月興行「新・四谷怪談」脚本・演出
- 2006年明治座・12月興行「おゆき」演出
- 2007年明治座・10月興行「大奥」劇化演出
- 2007年中日劇場・11月興行「大奥」劇化演出
- 2008年「大奥」全国ロングツアー劇化演出
- 2010年「大奥」明治座6月・博多座7月・松竹座11月劇化演出

- 東京ハイビーム＋四谷天窓提携公演『ミッドナイト』(2016年8月、原作：手塚治虫) - 脚本・演出
- 東京ハイビームvol.13『Welcome to パラダイス』（2018年8月） - 脚本・演出

### テレビドラマ
- 日本テレビ「西遊記」
- フジテレビ「正しい結婚」
- 「麗子の決闘」
- 「新婚なり!」
- 「俺たちのオーレ!」

### ラジオドラマ
- 「サウンドファンタジー」（NHK-FM）
- 「ニッポン・ラジオ・ディズ」（NHK-FM）